# Euproctosia cretata
Euproctosia cretata är en fjärilsart som beskrevs av George Francis Hampson 1914. Euproctosia cretata ingår i släktet Euproctosia och familjen björnspinnare. Inga underarter finns listade i Catalogue of Life.